# Sebastian Ring
Karl Sebastian Ring (18 april 1995) is een Zweeds voetballer. De linksback speelt voor het Poolse Wisła Kraków. 

## Carrière

#### Örebro SK
Ring begon op jonge leeftijd met voetballen bij Adolfsbergs IK, totdat hij voor aanvang van het seizoen 2013 een contract tekende bij Örebro SK. In de zomer van 2013 werd Ring verhuurd aan BK Forward. Voor het team uit de Zweedse Division 1 speelde hij 33 wedstrijden. In januari 2015 tekende Ring zijn eerste profcontract bij Örebro.
Ring maakte zijn Allsvenskan-debuut tijdens de eerste speelronde van het seizoen 2016 tegen Djurgårdens IF. Op 23 juli 2016 maakte hij zijn eerste doelpunt op het hoogste niveau, tijdens de met 3-1 gewonnen wedstrijd tegen Falkenbergs FF.

#### Grimsby Town
Op 28 december 2018 tekende Ring een contract bij het Engelse Grimsby Town. In totaal speelde hij vijftien wedstrijden voor de club uit de League Two.

#### Kalmar FF
De linksback keerde begin 2020 terug naar Zweden. Op 8 januari werd hij gepresenteerd bij zijn nieuwe club Kalmar FF. In twee seizoenen kwam Ring tot 56 wedstrijden, waarin hij vijf keer scoorde. Op 18 december maakte Kalmar bekend dat het contract van Ring niet verlengd werd. Hij stapte vervolgens transfervrij over naar Wisła Kraków.

## Privé
Sebastian Ring is de jongere broer van Jonathan Ring.